# Camptoscaphiella strepens
Camptoscaphiella strepens är en spindelart som beskrevs av Brignoli 1976. Camptoscaphiella strepens ingår i släktet Camptoscaphiella och familjen dansspindlar.
Artens utbredningsområde är Nepal. Inga underarter finns listade.